# X (1904)
X (Q35) – francuski eksperymentalny okręt podwodny z początku XX wieku. Został zwodowany 15 listopada 1904 roku w stoczni Arsenal de Cherbourg i przyjęty w skład Marine nationale w roku 1905. 13 lutego 1911 roku nazwę okrętu zmieniono na „Dauphin”. Okręt skreślono z listy floty 21 maja 1914 roku.

## Projekt i budowa
„X” został zaprojektowany przez inż. Gastona Romazzottiego, który zmodyfikował stworzony przez Gabriela Maugasa projekt typu Farfadet. W jednostce tej po raz pierwszy we francuskich okrętach podwodnych użyto do napędu dwóch śrub.
„X” zbudowany został w Arsenale w Cherbourgu. Okręt został zwodowany 15 listopada 1904 roku. Koszt budowy jednostki wyniósł 499 400 franków (19 976 £).

## Dane taktyczno–techniczne
„X” był małym okrętem podwodnym o konstrukcji jednokadłubowej. Długość całkowita wykonanej ze stali jednostki wynosiła 37 metrów, szerokość 3,1 metra i zanurzenie 2,4 metra. Wyporność w położeniu nawodnym wynosiła 168 ton, a w zanurzeniu 179 ton. Okręt napędzany był na powierzchni przez dwa silniki benzynowe Panhard et Levassor o łącznej mocy 260 koni mechanicznych (KM). Napęd podwodny zapewniały dwa silniki elektryczne Sautter-Harlé o łącznej mocy 230 KM. Dwuśrubowy układ napędowy pozwalał osiągnąć prędkość 8,5 węzła na powierzchni i 6 węzłów w zanurzeniu. Zasięg wynosił 170 Mm przy prędkości 8,25 węzła w położeniu nawodnym oraz 60 Mm przy prędkości 4,5 węzła pod wodą. Dopuszczalna głębokość zanurzenia wynosiła 30 metrów.
Okręt wyposażony był w cztery wyrzutnie torped kalibru 450 mm: jedną wewnętrzną na dziobie oraz trzy zewnętrzne (w tym dwie systemu Drzewieckiego), z łącznym zapasem sześciu torped. Załoga okrętu składała się z 15 oficerów, podoficerów i marynarzy.

## Przebieg służby
„X” został wcielony do służby w Marine nationale w 1905 roku. Jednostka otrzymała numer taktyczny Q35. 13 lutego 1911 roku nazwę jednostki zmieniono na „Dauphin”. Okręt pełnił służbę na wodach kanału La Manche do 21 maja 1914 roku, kiedy został skreślony z listy floty.